# Wereldkampioenschappen schaatsen afstanden 2008 - 1500 meter mannen
De wereldkampioenschappen schaatsen afstanden 2008 - 1500 meter mannen werd gehouden op zondag 9 maart 2008 op de M-Wave in Nagano, Japan.

## Uitslag[1]
| #      | Schaatser                 | Land                      | Tijd       |
| ------ | ------------------------- | ------------------------- | ---------- |
| Goud   | Denny Morrison            | Vlag van Canada           | 1.45,22 BR |
| Zilver | Sven Kramer               | Vlag van Nederland        | 1.45,32    |
| Zilver | Shani Davis               | Vlag van Verenigde Staten | 1.45,32    |
| 4      | Enrico Fabris             | Vlag van Italië           | 1.45,83    |
| 5      | Simon Kuipers             | Vlag van Nederland        | 1.46,34    |
| 6      | Mark Tuitert              | Vlag van Nederland        | 1.47,02    |
| 7      | Chad Hedrick              | Vlag van Verenigde Staten | 1.48,19    |
| 8      | Steven Elm                | Vlag van Canada           | 1.48,34    |
| 9      | Trevor Marsicano          | Vlag van Verenigde Staten | 1.48,74    |
| 10     | Samuel Schwarz            | Vlag van Duitsland        | 1.49,05    |
| 11     | Aleksej Jesin             | Vlag van Rusland          | 1.49,20    |
| 12     | Lee Jong-woo              | Vlag van Zuid-Korea       | 1.49,42    |
| 13     | Arne Dankers              | Vlag van Canada           | 1.49,67    |
| 14     | Takaharu Nakajima         | Vlag van Japan            | 1.49,94    |
| 15     | Konrad Niedźwiedzki       | Vlag van Polen            | 1.49,95    |
| 16     | Christoffer Fagerli Rukke | Vlag van Noorwegen        | 1.50,29    |
| 17     | Robert Lehmann            | Vlag van Duitsland        | 1.51,57    |
| 18     | Vitalij Michajlov         | Vlag van Wit-Rusland      | 1.51,72    |
| 19     | Risto Rosendahl           | Vlag van Finland          | 1.51,99    |
| 20     | Dmitri Babenko            | Vlag van Kazachstan       | 1.53,10    |

## Loting[2]
| Rit | Binnenbaan                | Buitenbaan       |
| --- | ------------------------- | ---------------- |
| 1   | Vitalij Michajlov         | Aleksej Jesin    |
| 2   | Takaharu Nakajima         | Trevor Marsicano |
| 3   | Robert Lehmann            | Lee Jong-woo     |
| 4   | Christoffer Fagerli Rukke | Risto Rosendahl  |
| 5   | Samuel Schwarz            | Arne Dankers     |
| 6   | Konrad Niedzwiedzki       | Dmitri Babenko   |
| 7   | Chad Hedrick              | Steven Elm       |
| 8   | Sven Kramer               | Denny Morrison   |
| 9   | Mark Tuitert              | Shani Davis      |
| 10  | Enrico Fabris             | Simon Kuipers    |

1996 · 
1997 · 
1998 · 
1999 · 
2000 · 
2001 · 
2003 · 
2004 · 
2005 · 
2007 · 
2008 · 
2009 · 
2011 · 
2012 · 
2013 · 
2015 · 
2016 · 
2017 · 
2019 ·
2020 ·
2021 ·
2023 ·
2024 ·
2025